# Campionati europei di tuffi 2015 - Trampolino 3 metri femminile
La gara dei tuffi dal trampolino 3 metri femminile dei campionati europei di tuffi 2015 si è svolta presso la  Piscina Nettuno di Rostock in Germania e vi hanno preso parte 20 atlete.

## Medaglie
| Posizione | Atleti           | Paese    |
| --------- | ---------------- | -------- |
| Oro       | Tania Cagnotto   | Italia   |
| Argento   | Kristina Ilinykh | Russia   |
| Bronzo    | Tina Punzel      | Germania |

## Risultati
| Pos.    | Atleti               | Nazionalità   | Qualificazioni | Qualificazioni | Finale | Finale |
| Pos.    | Atleti               | Nazionalità   | Punti          | Pos.           | Punti  | Pos.   |
| ------- | -------------------- | ------------- | -------------- | -------------- | ------ | ------ |
| Oro     | Tania Cagnotto       | Italia        | 300,15         | 1              | 350,20 | 1      |
| Argento | Kristina Ilinykh     | Russia        | 290.30         | 3              | 334,15 | 2      |
| Bronzo  | Tina Punzel          | Germania      | 285,60         | 6              | 330,90 | 3      |
| 4       | Francesca Dallapé    | Italia        | 264,25         | 9              | 323,15 | 4      |
| 5       | Uschi Freitag        | Paesi Bassi   | 289,95         | 4              | 304,95 | 5      |
| 6       | Nadezhda Bazhina     | Russia        | 256,50         | 11             | 298,55 | 6      |
| 7       | Inge Jansen          | Paesi Bassi   | 287,10         | 5              | 291,30 | 7      |
| 8       | Anastasiia Nedobiga  | Ucraina       | 267.70         | 8              | 277,95 | 8      |
| 9       | Alicia Blagg         | Gran Bretagna | 254,75         | 12             | 275,50 | 9      |
| 10      | Anna Pysmenska       | Ucraina       | 269,85         | 7              | 271,30 | 10     |
| 11      | Grace Reid           | Gran Bretagna | 290,70         | 2              | 264,30 | 11     |
| 12      | Jessica Favre        | Svizzera      | 258,00         | 10             | 239,60 | 12     |
| 13      | Nora Subschinski     | Germania      | 246,45         | 13             |        |        |
| 14      | Rocío Velázquez      | Spagna        | 239,90         | 14             |        |        |
| 15      | Daniella Nero        | Svezia        | 229,30         | 15             |        |        |
| 16      | Taina Karvonen       | Finlandia     | 224,50         | 16             |        |        |
| 17      | Anca Serb            | Romania       | 224,20         | 17             |        |        |
| 18      | Flora Piroska Gondos | Ungheria      | 217.90         | 18             |        |        |
| 19      | Clara Della Vedova   | Francia       | 211,85         | 19             |        |        |
| 20      | Eleni Katsouli       | Grecia        | 202,65         | 20             |        |        |